# The Clinic
The Clinic es un medio digital chileno, creado en noviembre de 1998. Su principal fundador, Patricio Fernández Chadwick, dejó el medio en 2020, siendo adquirido por el empresario Jorge Ergas Heymann, accionista del mismo desde 2017. Ergas, quien también fue director del Banco de Chile y con una importante presencia junto a su padre en el negocio inmobiliario, renovó la línea editorial del medio, y cambió su figura jurídica a la de una fundación sin fines de lucro, apta para recibir aportes de privados.

## Historia
The Clinic nació en noviembre de 1998, creado por el escritor Patricio Fernández Chadwick, y apoyado por Pablo Dittborn como socio, quien asumiría como director general. Su nombre se debe a la clínica The London Clinic —que lleva el nombre The Clinic en su fachada— donde debió permanecer inicialmente Augusto Pinochet en su arresto en Londres entre 1998 y 2000.
Para 2005 era la revista con mayor promedio total de lectores en territorio chileno. En mayo de 2011 se creó The Clinic Online un portal de noticias y humor independiente de la revista con contenidos y equipo propios.
El periodista Juan Andrés Guzmán sirvió de director de la publicación entre 2005 y 2009, Patricio Fernández fue director hasta el año 2018. Actualmente, su directora es Pamela Castro.  
Del mismo equipo periodístico ha sido la publicación quincenal El Otro, publicado durante el segundo semestre del 2005. Se alternaba las semanas con The Clinic.
En octubre de 2017 el 33% de la sociedad The Clinic Online, constituida por Patricio Fernández, Pablo Dittborn y Mario Lobbo fue adquirido por el empresario Jorge Ergas Heymann, director a su vez del Banco de Chile e hijo de Jacob Ergas, un conocido empresario inmobiliario relacionado con el Banco Edwards, quien en 2020 compró el 100% de la propiedad.  
En 2018, Patricio Fernández dejó la dirección de The Clinic, tras 20 años a la cabeza, y asumió la periodista Lorena Penjean . En enero de 2020, Fernández dejó la propiedad y funciones en el semanario. Entre marzo de 2020 y agosto de 2022, la dirección estuvo a cargo de Macarena Lescornez y, entre septiembre de 2022 y abril de 2024, de Pablo Orellana.
En 2023, The Clinic asumió una línea editorial que se alejó de su posición histórica de izquierda optando por una postura mas ligada a la derecha, con cinco ejes temáticos: política, negocios, ciudad, tendencias y tiempo libre, además de reportajes, entrevistas y opinión. Entre sus columnistas de 2024 se cuentan a Carolina Urrejola, Kike Mujica, Roberto Merino, Isabel Plant, Álvaro Peralta, Marco Moreno y Álvaro Ramis, entre otros.
Desde abril de 2024, su directora es Pamela Castro Berardi, periodista de la Universidad Gabriela Mistral, vicepresidenta de la Asociación Nacional de la Prensa y esposa de Jorge Ergas.

## Columnistas históricos
Han colaborado con el periódico, mediante columnas, destacados periodistas, políticos y escritores chilenos, entre ellos Rafael Gumucio, Guillermo Hidalgo, Tania Tamayo, Andrea Lagos, Claudio Bertoni, Nicanor Parra, Pedro Lemebel, Pamela Jiles, Vicente Undurraga, Alejandro Zambra, Marcelo Mellado, Ignacio Echevarría, Álvaro Díaz, Pedro Peirano, Alfredo Jocelyn-Holt, Enrique Vila-Matas, Alejandra Matus, Diana Aurenque, entre otros.

## Humor y secciones
Sus principales dardos se dirigieron hasta 2022 contra todo lo relativo a la dictadura, los partidos políticos y sus principales figuras, la Concertación, la derecha, la Iglesia católica, al poder en general e incluso a los personajes de la farándula local. En general, el quincenario defiende posturas de corte liberal en lo sexual, lo económico y lo social, si bien también somete estas a su crítica mordaz en las secciones de análisis y opinión. 
Además de las columnas de opinión, la publicación contaba con secciones permanentes de corte humorístico tales como el desaparecido El confesionario de Fray Yuyo (donde los lectores confesaban sus pecados a un cura poco ortodoxo), La carne (con las confesiones sexuales de una joven de clase alta), o Los pataches de Don Tinto (con consejos culinarios).
Algunas de estas columnas han sido compiladas en libros, como son los casos de La Carne, cuya escritora firma bajo el seudónimo de Carolina Errázuriz Mackenna; La Cosa (sección donde la autora describe eventos relativos su propia vida, a modo de memorias, y que es escrita por la periodista Leo Marcazzolo); e Historia Nacional de la Infamia (sección donde se narran los hechos más oscuros de la historia de Chile, por ejemplo, el surgimiento del nacismo chileno de la mano de Jorge González von Marées o la siniestra mentalidad de Benjamín Vicuña Mackenna para con la gente de escasos recursos, sección escrita por Gonzalo Peralta y de la cual existe una compilación de cuatro capítulos publicada en 2006).

## Bar The Clinic

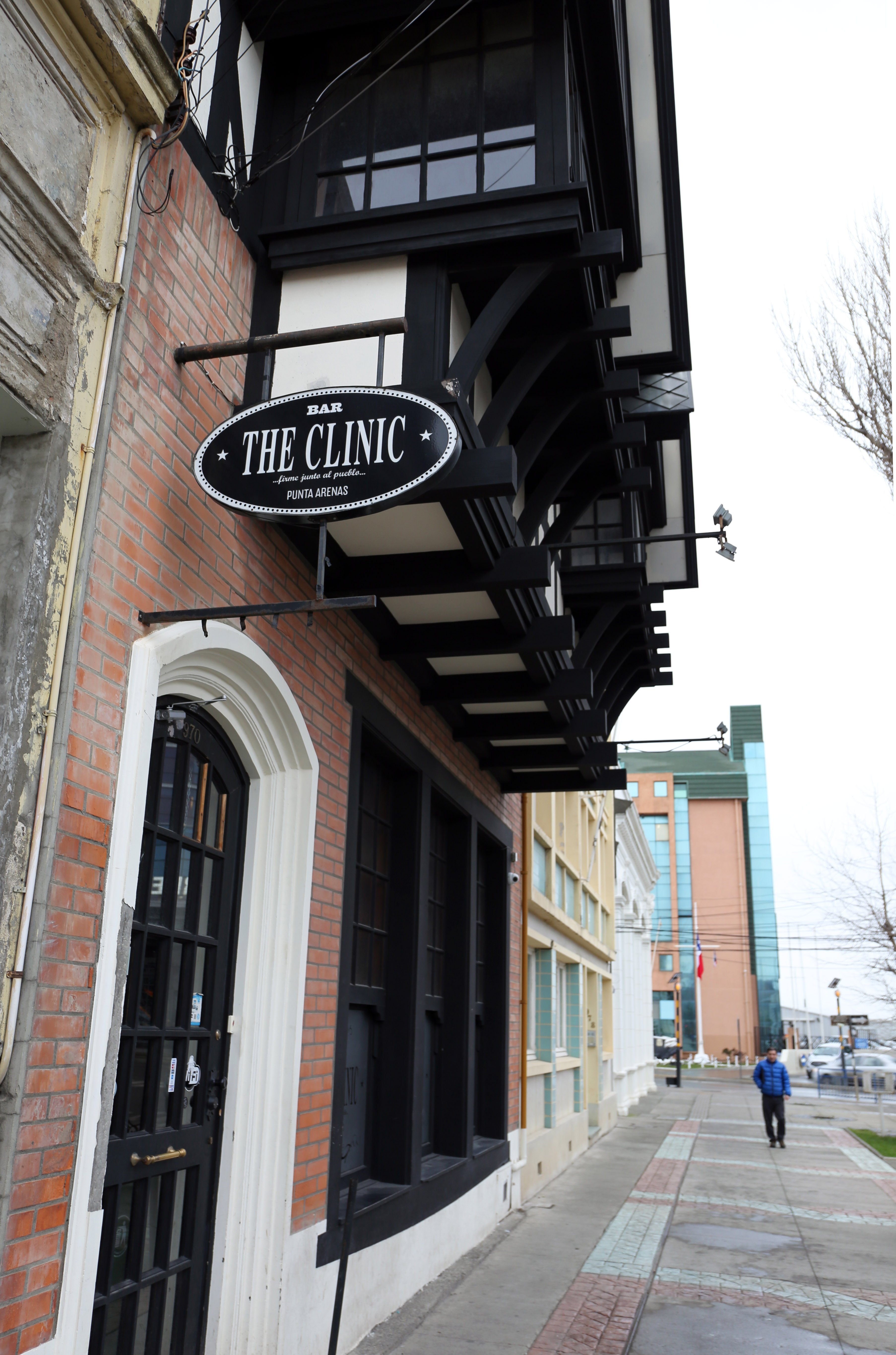
Bar The Clinic en Punta Arenas

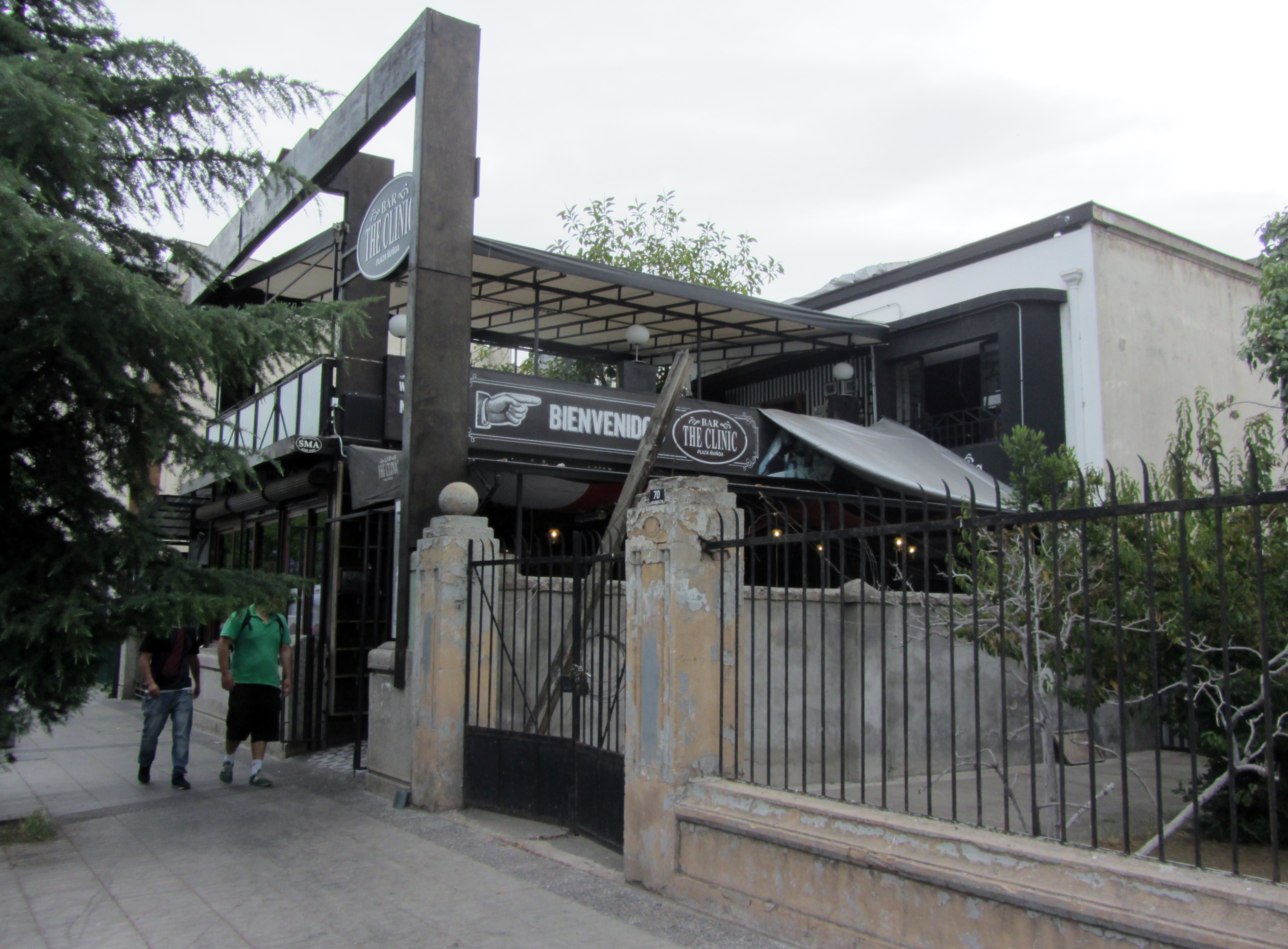
Bar The Clinic Nuñoa

Bar The Clinic fue una franquicia ideada por los dueños del The Clinic "para generar lugares de encuentro en los que todos puedan sentirse cómodos.  
El bar partió como una sociedad entre el quincenario ligado a Patricio Fernández y Pablo Dittborn y los empresarios Patricio Mora y Andrés Arias. No obstante, en 2016 las partes decidieron separar aguas. Con sedes en Iquique, Antofagasta, Copiapó, Santiago, Valparaíso, Viña del Mar y Punta Arenas, los bares funcionaban a través de franquicias que otorga el periódico.